# Tadeusz Łakiński
Tadeusz Franciszek Łakiński (ur. 17 lipca 1890 w Bugaju, zm. 15 września 1958 w Poznaniu) – polski działacz niepodległościowy, rolnik, polityk, senator w II RP.

## Życiorys

### Wykształcenie
Ukończył gimnazjum Fryderyka Wilhelma w Poznaniu i Wyższą Szkołę Rolniczą w Szamotułach, gdzie zdał maturę. W czasie I wojny światowej ukończył w 1916 roku kurs artylerii w armii niemieckiej.

### Działalność niepodległościowa
W czasie nauki w gimnazjum był członkiem Towarzystwa Tomasza Zana oraz członkiem i prezesem tajnego Koła Polskiego. Podczas I wojny służył w armii niemieckiej w okresie od 15 października 1914 roku do 15 listopada 1916 roku w 3 pułku artylerii polowej, następnie od 15 listopada 1916 roku do 8 stycznia 1918 roku we frontowym oddziale pomiarowym artylerii na froncie wschodnim. W styczniu 1918 roku został odesłany do szpitala, a 28 marca tego roku zwolniony z wojska (ze stopniem podporucznika od 26 marca 1917 roku). 
Był współorganizatorem powstania wielkopolskiego w powiecie Czarnków, uczestnikiem oswobodzenia Czarnkowa 4 stycznia 1919 roku. W lutym 1919 roku przeszedł do wojsk kolejowych, gdzie służył przy organizacji kolejnictwa wojskowego na odcinku frontu północnego, awansował na komendanta III Okręgu Kolejowego przy Dowództwie Frontu Północnego, a od 14 lutego 1919 roku został komendantem dworca w Żninie. 7 kwietnia 1919 roku został zwolniony z wojska ze względu na stan zdrowia (w stopniu porucznika ze starszeństwem z dniem 1 kwietnia 1916 roku).

### Praca zawodowa, społeczna i polityczna
Przed I wojną światową odbywał praktykę rolniczą w renomowanych gospodarstwach województwa poznańskiego.
W Polsce niepodległej był zarządcą prywatnego majątku k. Czarnkowa i dzierżawcą państwowego majątku, prowadził też własne gospodarstwo w Nadborowie. Od 1923 roku był prezesem rady powiatowej Wielkopolskiego Towarzystwa Kółek Rolniczych w Żninie, członkiem Rady Wojewódzkiej i Powiatowej, przewodniczącym Rady Gminnej, prezesem rady nadzorczej Spółdzielni „Rolnik” w Janówcu i wieloletnim prezesem organizacji powiatowej Chrześcijańskiego Stronnictwa Rolniczego. Od 1927 roku był prezesem Rady Powiatowej BBWR.
W 1935 roku został senatorem IV kadencji (1935–1938) z województwa poznańskiego. Pracował w komisjach: gospodarczej (1937–1938), opieki społecznej (1935–1936) i skarbowej (1937–1938).

### Po II wojnie światowej
Po II wojnie światowej pracował jako starszy inspektor Stacji Hodowli i Selekcji Roślin w Polanowicach. 

## Ordery i odznaczenia
- Medal Niepodległości (25 lipca 1933)[3]
- Srebrny Krzyż Zasługi (24 grudnia 1928)[4]
- Wielkopolski Krzyż Powstańczy (4 kwietnia 1958)[5]
- Medal Pamiątkowy za Wojnę 1918–1921 (1929)
- Krzyż Żelazny II klasy (Cesarstwo Niemieckie)[1]

## Życie prywatne
Był synem Jana i Teresy z domu Księżopolskiej (Xiężopolskiej). Ożenił się z Anielą Palacz. Mieli trzy córki: Alicję, Annę i Krystynę oraz syna Jana, straconego w 1944 z wyroku Polskiego Państwa Podziemnego.